# تنضيد الحروف بالمعادن المصهورة
تنضيد الحروف بالمعادن المصهورة (ويسمى أيضًا التنضيد الميكانيكي والتنضيد بالرصاص الساخن والمعدن الساخن والنوع الساخن) هو تقنية في الطباعة وفن صياغة الحروف لتنضيد محارف النص بطريقة الطباعة البارزة. تُدخل هذه الطريقة الحرف المعدني المنصهر في قالب ذو شكل واحد أو أكثر من النقوش. يُستخدم ما يُنتج عن الفرز (الحروف الطباعية المفردة) والسطور المسبوكة لإبراز الحبر على الورق. تُقيّد ماكينة صب الحروف عادةً بلوحة مفاتيح أو شريط ورقي.
طُور تنضيد الحروف بالمعادن المصهورة في أواخر القرن التاسع عشر ليشكل نقلةً نوعيةً للحروف المعدنية المسكوبة التقليدية. كان للتكنولوجيا العديد من المزايا: فقد قللت من الجهد المُستخدم نظرًا لعدم احتياج أنواع الحروف الطباعية إلى أن تُدرج في مكانها يدويًا، وأنتجت كل عملية سكب حرفًا جديدًا واضحًا لكل عملية طباعة. في حالة استعمال ماكينات لينوتايب (تنضيد سطري)، صُمم كل سطر على شكل كتلة (كليشيه) متواصلة متينة (من هنا جاءت تسمية «لين اوتايب») التي كانت مفيدة لطباعة الصحف بسرعة. كانت هذه هي التكنولوجيا المعيارية المستخدمة للطباعة على نطاق واسع منذ أواخر القرن التاسع عشر، لكنها قلت في النهاية مع وصول تنضيد حروف الطباعة فوتوغرافيًا ثم الطرق الإلكترونية في فترة ما بين خمسينيات وثمانينيات القرن العشرين.

## أنواع التنضيد
وقد طُورت آلية التنضيد بشكلٍ مستقل وطريقتين مختلفتين في أواخر القرن التاسع عشر. النهج الأول: المعروف باسم نظام مسكب الحروف المطبعية لتكوين المونوتايب، الذي ينتج نصوصًا بمساعدة شرائط ورقية مثقبة، ويفصل بين جميع الأحرف بشكل منفصل. يمكن لهذه الآلات أن تنتج نصوصًا أيضًا عن طريق «صب الحروف الكثير»، ليصل إلى 24 نقطة.
كانت سوبر- كاستر (مسكب الحروف المطبعية)، وهي آلة أخرى أنتجها المونوتايب، مماثلة لوظائف مساكب حروف تومسون وباث وبيفوتال وغيرهم، ولكنها صُممت لإنتاج حرف مطبعي واحد (بما في ذلك أحجام كتابات أكبر) مناسبة لاستخدام اليد.
كانت تتمثل الطريقة الثانية في صب سطور كاملة على شكل خانة واحدة، وعادةً ما تتضمن سطرًا كاملاً من النص.
كان هناك ما لا يقل عن 5 شركات مختلفة تابعة لهذا النظام:
- لينوتايب
- شركة أنترتايب
- فن صياغة الحروف (التيبوغرافية)، المنتجة في ألمانيا
- المونولاين، آلة أساسية للغاية

ابتكرت لينوتايب وما شابهها من آلات الأنترتايب بشريط ورقي وأتمتة إلكترونية باقترابها من نهاية دورات عملها ووجودها، ما سمح لخدمات الأخبار بإرسال أخبار عاجلة إلى مكاتب الصحف البعيدة لإعدادها ونشرها الفوري في الإصدارات المتأخرة.
شُغلت جميع هذه الأجهزة بواسطة لوحات مفاتيح غير كورتية. ومع ذلك، كان هناك نظام آخر، إذ جُمعت القوالب لكل سطر في مجموعة يدويًا:
- صياغة لودلو للحروف

كان هذا الجهاز قادرًا على تحديد أحجام هياكل الشاشة التي لم تتمكن أنظمة التركيب الميكانيكية الأخرى من كتابتها. وبهذه الطريقة، من الممكن كتابة العناوين لاستكمال النص المكتوب على الأجهزة الأخرى. كما أنها تستخدم نفس سبيكة ماكينات لينوتايب، لذلك كانت أداة مفيدة لتزيين صفحات الصحف عند اكتمالها، وذلك بإعادة صهر المعدن كاملًا دون الحاجة إلى فصله أو إعادة توزيع الحروف المطبعية مرة أخرى.